# باسكوال أورتيز روبيو
باسكوال أورتيز روبيو (بالإسبانية: Pascual Ortiz Rubio) (و. 1877 – 1963 م) هو سياسي من المكسيك ولد في موريليا.
وهو عضو في الحزب الثوري المؤسساتي .

## معرض صور

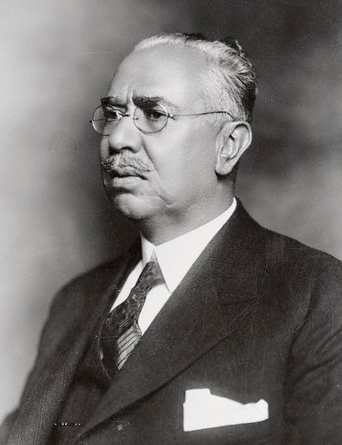
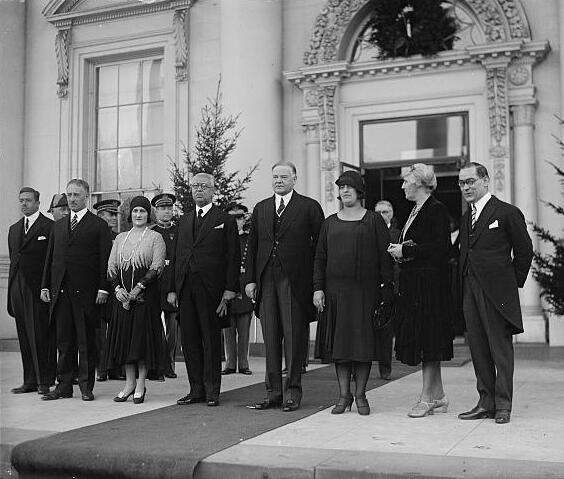
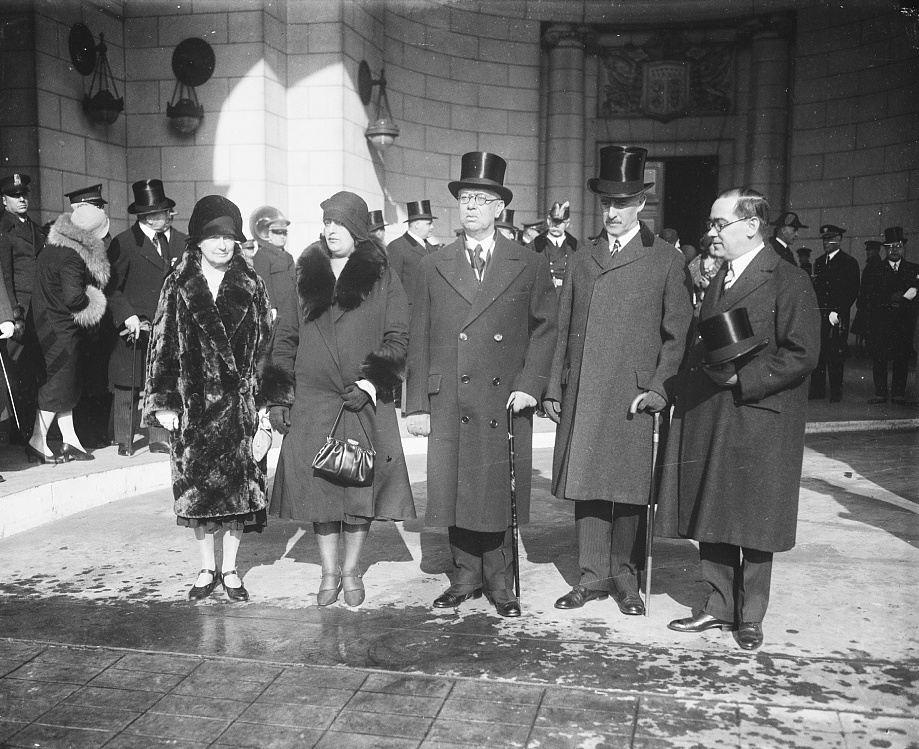